# クィルバック (潜水艦)
|           | |
| 艦歴      | |
| 発注:     | |
| 起工:     | 1944年6月27日 |
| 進水:     | 1944年10月1日 |
| 就役:     | 1944年12月29日 1953年2月27日 |
| 退役:     | 1952年4月 1973年3月23日 |
| 除籍:     | 1973年3月23日 |
| その後:   | 1974年3月21日にスクラップとして売却 |
| 性能諸元  | |
| 排水量:   | 建造時 1,570 トン（水上） 2,414トン（水中）GUPPY II改装後 1,870 トン（水上） 2,440トン（水中）                                                                   |
| 全長:     | 建造時 311 ft 8 in (95.00 m)（全長）GUPPY II改装後 307 ft (93.6 m)（全長）                                                                                       |
| 全幅:     | 27 ft 4 in (8.33 m) |
| 吃水:     | 17 ft (5.2 m)（最大） |
| 機関:     | フェアバンクス＝モース38D8-1/8型10気筒対向型ディーゼルエンジン4基 エリオット・モーター2,740馬力発電機2基                                                         |
| 最大速:   | 建造時 水上：20.25 ノット (38 km/h) 水中：8.75 ノット (16 km/h)GUPPY II改装後 水上：18 ノット (33.3 km/h)（最大） 水中：9 ノット (16.7 km/h)（シュノーケル使用） |
| 航続距離: | 建造時 11,000カイリ（10ノット時） （19 km/h 時に 20,000 km）GUPPY II改装後 15,000カイリ（10ノット時） （20 km/h 時に 28,000 km）                                 |
| 巡航期間  | 建造時 潜航2ノット (3.7 km/h) 時48時間、哨戒活動75日間GUPPY II改装後 潜航4ノット (7 km/h) 時48時間                                                               |
| 試験深度: | 400 ft (120 m) |
| 乗員:     | 建造時 士官10名、兵員71名GUPPY II改装後 士官15名、兵員70名 |
| 兵装:     | 建造時 5インチ砲1基、40ミリ機関砲1基、20ミリ連装機銃1基、20ミリ単装機銃1基、50口径機銃4基 21インチ魚雷発射管10基GUPPY II改装後 21インチ魚雷発射管10基            |

クィルバック (USS Quillback, SS-424) は、アメリカ海軍の潜水艦。テンチ級潜水艦の一隻。艦名はサッカー科の淡水魚クィルバックに因む。

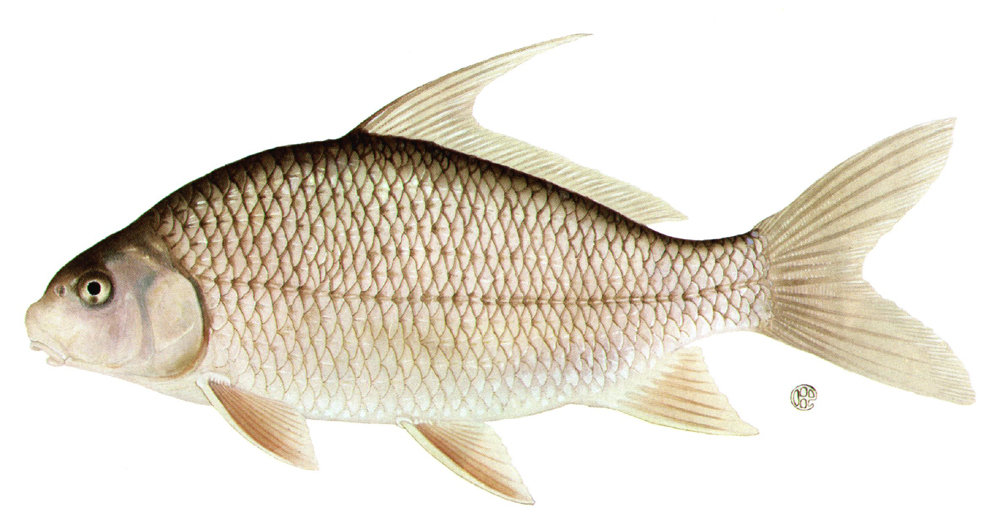
クィルバック（Quillback）

## 艦歴
本艦は建造が認可された当初、艦名はシビレエイ目の一種ブラジリアン・エレクトリック・レイの通称トレンブラー (Trembler) と命名される予定であったが、1943年12月7日に変更された。クィルバックは1944年6月27日にメイン州キタリーのポーツマス海軍造船所で起工した。1944年10月1日にJ・A・タイリー・ジュニア夫人によって命名され、1944年12月29日に艦長リチャード・P・ニコルソン少佐（アナポリス1937年組）の指揮下就役する。コネチカット州ニューロンドンでの訓練のかたわら、フロリダ州キーウェストでの兵站局による実験プロジェクトに参加。プロジェクト終了後、クィルバックは真珠湾に向けて出航し、5月1日に到着した。

### 哨戒
5月30日、クィルバックは最初の哨戒で日本近海に向かった。サイパン島までの道中はシルバーサイズ (USS Silversides, SS-236) 、レッドフィン (USS Redfin, SS-272) と各種訓練を行った。6月11日にサイパン島タナパグ湾に寄港し、翌12日にシルバーサイズ、カブリラ (USS Cabrilla, SS-288) と出航。豊後水道入口沖の島近海の哨区に到着した。7月2日、クィルバックは北緯32度13分 東経133度12分 / 北緯32.217度 東経133.200度の地点で魚雷艇と思われる艦船を発見し、砲撃で撃沈。また、沿岸から0.5マイルの海上で一人のパイロットを救助した。7月24日、クィルバックは53日間の行動を終えてグアムアプラ港に帰投した。
クィルバックは、2回目の哨戒に向けてアプラ港で整備中に終戦となった。

### 戦後
戦後のクィルバックは、平時任務としてニューロンドンで第2潜水戦隊に所属し活動した。1945年から51年まで潜水艦学校の訓練任務に従事し、海軍水中聴音研究所の実験任務を行う。1951年4月にニューロンドンを出航し、地中海での第6艦隊との任務に就く。クィルバックは1952年4月にポーツマス海軍造船所でGUPPY改修が行われた。
改修が完了するとクィルバックは1953年2月27日に再就役し、大西洋艦隊潜水艦部隊に合流する。クィルバックはキーウェストの第4潜水戦隊に配属された。グアンタナモ湾への何度かの巡航と沿岸での作戦活動を行い、クィルバックは駆逐艦対潜水艦戦部隊の艦隊訓練グループを支援した。1956年、57年、58年にクィルバックは北大西洋での大規模艦隊演習およびNATOの演習に参加した。
1959年に第12潜水戦隊へ転属となり、1960年にはサウスカロライナ州チャールストンで、攻撃能力向上のための広範囲オーバーホールが行われた。1961年10月に地中海へ展開し、1962年2月にキーウェストに帰還する。キーウェストでは5月から10月まで活動し、キューバ危機が発生するとグアンタナモ湾へ展開する。1963年はキーウェストで活動し、グアンタナモ湾での艦隊訓練グループの支援を行う。
クィルバックは1964年7月から6ヶ月地中海へ展開した。1965年には水雷研究開発プロジェクトの実験任務が割り当てられ6月まで同任務に従事、その後グアンタナモ湾に展開する。キーウェストでの作戦活動後、1967年8月から11月まで地中海に再び展開した。1968年と69年は大半をカリブ海での活動で過ごす。
クィルバックは1973年3月23日に除籍され、1974年3月21日に売却された。
クィルバックは第二次世界大戦の戦功で1個の従軍星章を受章した。